# Das Erwachen (Sanderson)
Das Erwachen (übertitelt mit Infinity Blade – die Klinge der Unendlichkeit) ist eine Fantasy-Novelle des US-amerikanischen Autors Brandon Sanderson. Sie spielt nicht in Sandersons fiktivem Kosmeer-Universum. Sie basiert auf dem Action-Rollenspiel Infinity Blade und dient als Zwischenspiel zwischen dem ersten und dem zweiten Spiel Infinity Blade II. Die Novelle wurde erstmals 2011 als Infinity Blade: Awakening von Dragonsteel Entertainment veröffentlicht. Auf Deutsch ist die Novelle in der Übersetzung durch Michael Siefener 2014 bei Heyne erschienen und zwar in dem Sammelband Die Seele des Königs gemeinsam mit der Novelle Legion und dem Kurzroman Die Seele des Königs.

## Handlung
Die Geschichte knüpft an das Ende des Spiels Infinity Blade an. Siris, der letzte Spielercharakter in Infinity Blade, kehrt in seine Heimatstadt Drems Rachen zurück, nachdem er den unsterblichen Gottkönig mit seinem eigenen Schwert, der „Klinge der Unendlichkeit“, getötet hat. Die Ältesten von Drems Rachen zwingen Siris zu gehen, weil sie befürchten, dass die anderen „Ewigliche“ Drems Rachen angreifen werden, um die Klinge der Unendlichkeit zurückzuerobern. Siris kehrt nach Lantimor zurück, wo er den Gottkönig besiegt hatte.
Dort gewinnt Siris in Isa eine Art Partnerin, eine Attentäterin, die teils Freiheitskämpferin und teils selbstsüchtige Söldnerin ist. Sie erfahren, dass der Gottkönig auferstanden ist und dass die Klinge der Unendlichkeit einen Unsterblichen nur dann dauerhaft töten kann, wenn sie vollständig aktiviert wurde. (Im Spiel aktivierte Siris die Klinge der Unendlichkeit vollständig, nachdem sie den Vorfahren besiegt hatte.)
Sie reisen in die Länder von Saydhi, einer anderen Ewigliche, um von ihr zu erfahren, wo der „Wirker der Geheimnisse“, der Schöpfer der Klinge der Unendlichkeit, eingesperrt ist, damit sie ihm die Klinge der Unendlichkeit zurückgeben können. Isa bleibt zurück, während Siris einen nach dem anderen gegen die Champions von Saydhi antritt, um sich den Weg zu ihr freizukämpfen und dadurch eine Frage stellen kann, die Saydhi beantworten muss.
Danach sagt Saydhi Siris, wohin er gehen soll, greift ihn dann aber an. Er tötet sie, wird aber vom auferstandenen Gottkönig gefangen genommen und die Klinge der Unendlichkeit wird vom Gottkönig zurückerobert. Isa tötet Siris mit einem Armbrustbolzen, damit der Gottkönig Siris nicht dauerhaft mit der Klinge der Unendlichkeit töten kann. Siris wacht dann in einem Heiltank auf, der dem unter dem Schloss des Gottkönigs ähnelt, und erfährt, dass er ein Unsterblicher ist, der ursprünglich Ausar hieß.
Die Krieger, die in den Kampf gegen den Gottkönig gezogen waren, erwiesen sich als zahllose Wiederauferstehungen von Ausar. Der Vorfahr, dessen Name Archarin ist, war der Sohn einer dieser Auferstehungen. Siris und Isa trennen sich nach dieser Erkenntnis, und Siris macht sich auf den Weg, um den Wirker der Geheimnisse zu befreien und einen Weg zu finden, alle Unsterblichen dauerhaft zu besiegen.

## Fortsetzung
2013 erschien Infinity Blade: Redemption bei der Chair Entertainment Group. Eine deutsche Übersetzung liegt (05/2022) noch nicht vor.

## Ausgaben
- The Emperor's Soul. Dragonsteel Entertainment, 2011, ISBN 978-1-938570-02-5.
  - Die Seele des Königs. Piper, 2014, ISBN 978-3-453-31524-2.